# Кобильня (річка)
Кобильня — річка в Україні, у межах Вінницького та Липовецького району Вінницької області. Ліва притока Десни (басейн Південного Бугу). Впадає у Десну за 25 км від гирла, довжина — 24 км, площа басейну — 308 км².
Населені пункти вздовж берегової смуги: Олександрівка, Коханівка, Приборівка.

## Притоки
- Мул (права)
- Нетяги (ліва)
- Хомушня (ліва)
- Без назви (ліва) - річка у Вінницькому районі. Довжина річки 5 км, площа басейну - 12,3 км². Протікає через села Жабелівка та Оленівка. Впадає у Кобильню за 18 км від її гирла.

## Галерея

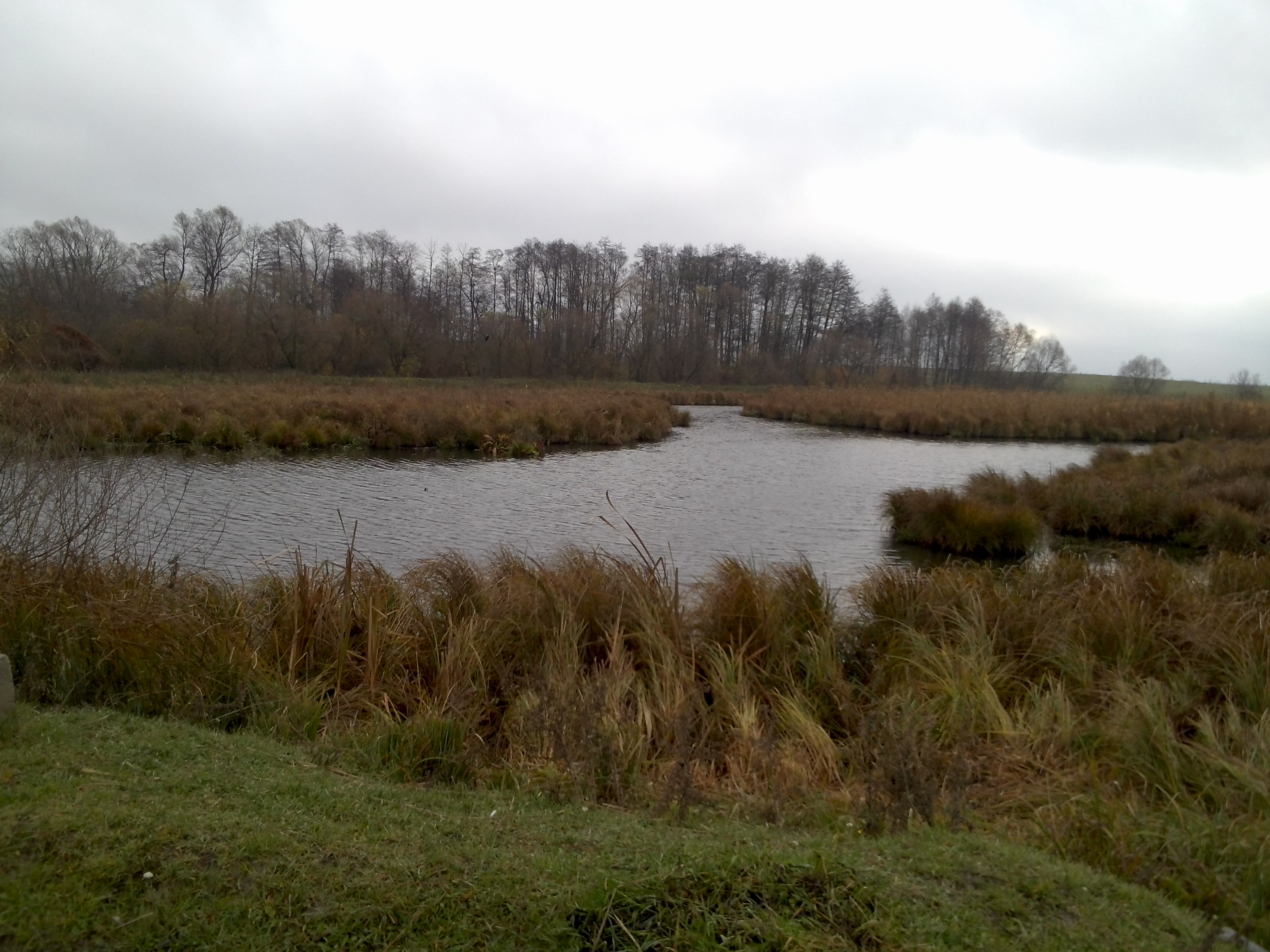
Річка Кобильня між селами Кобильня та Косаківка
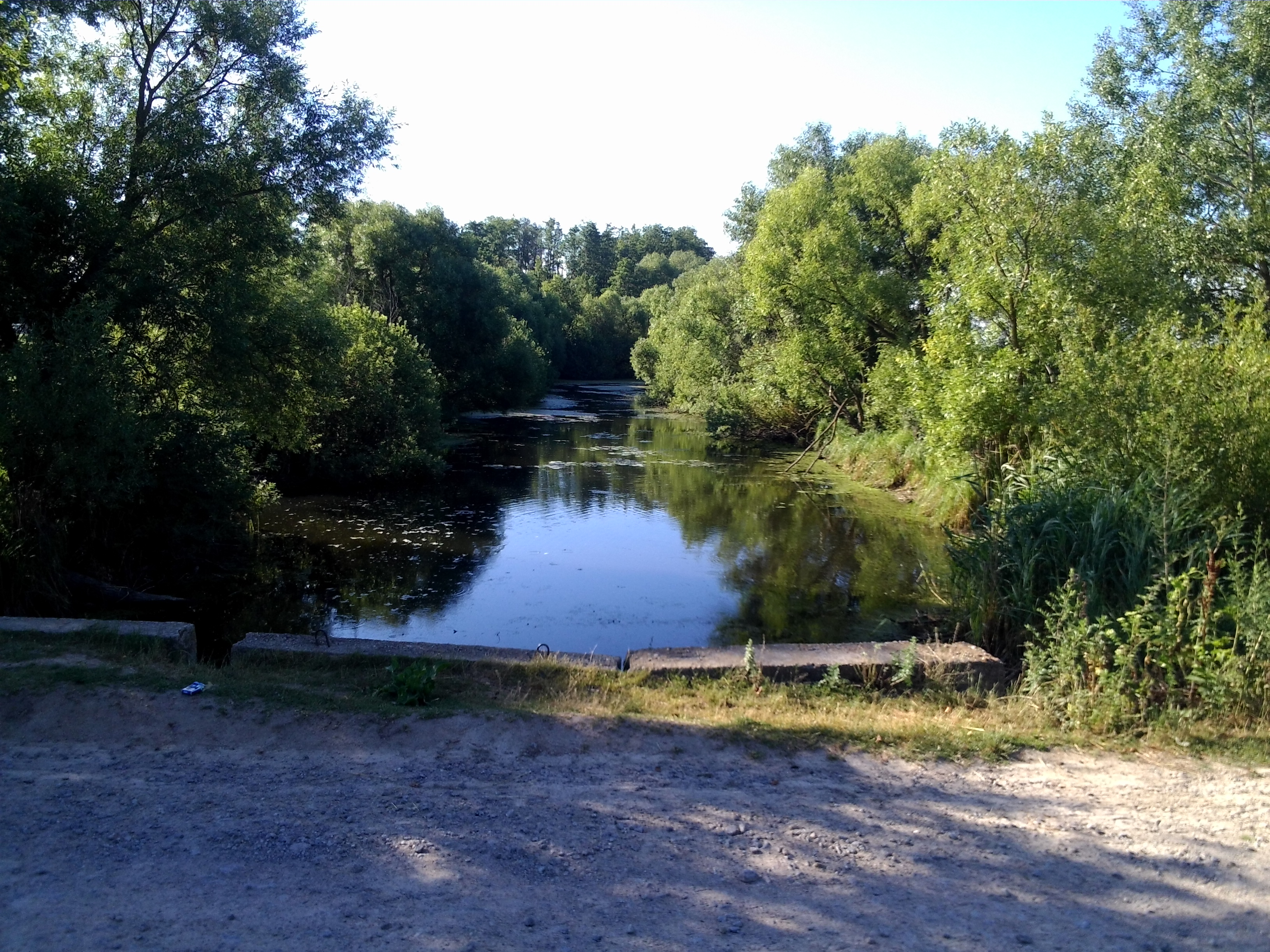
Річка Кобильня між селами Кобильня та Косаківка
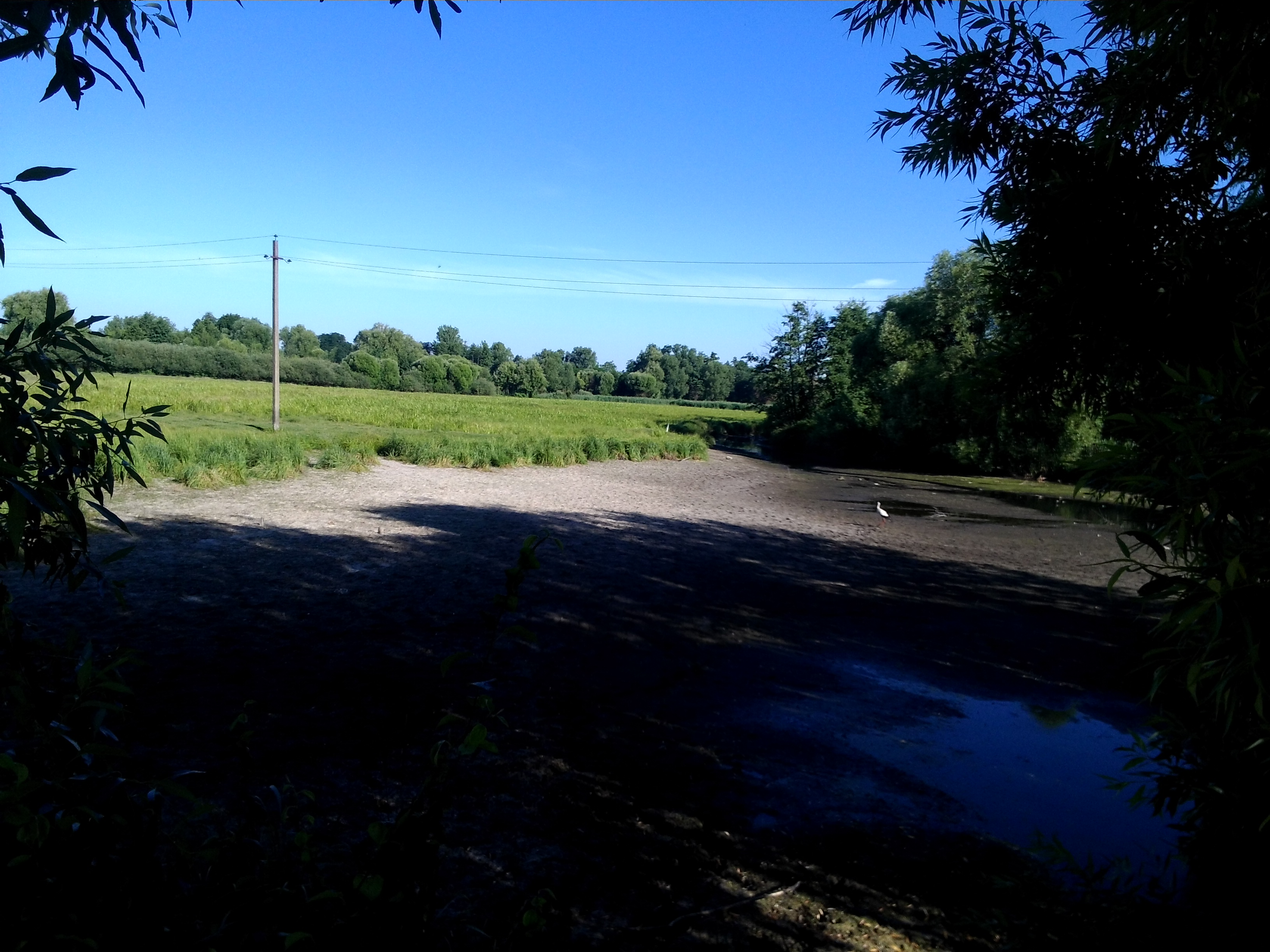
Річка Кобильня між селами Кобильня та Косаківка
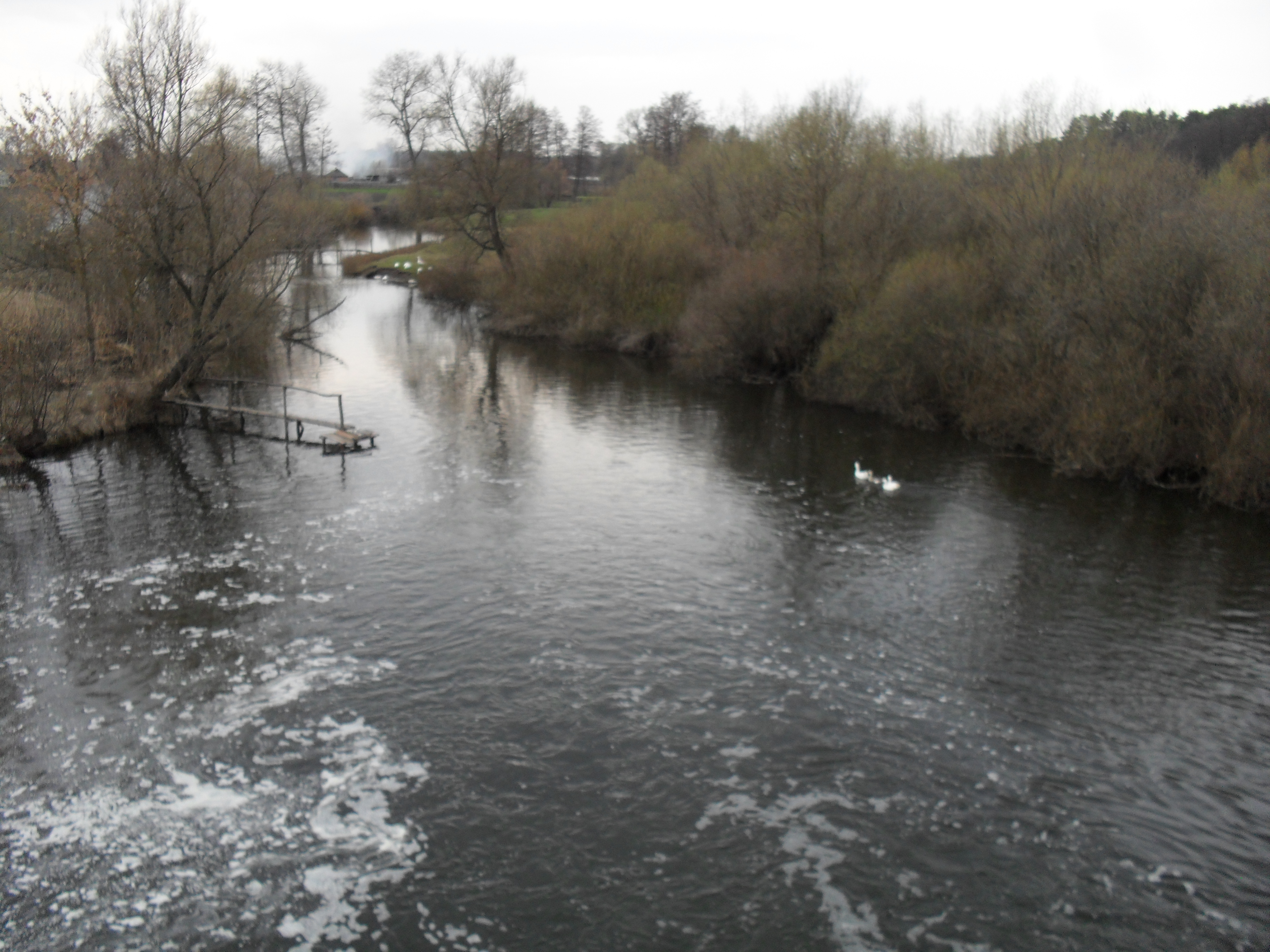
Річка Кобильня у Приборівці
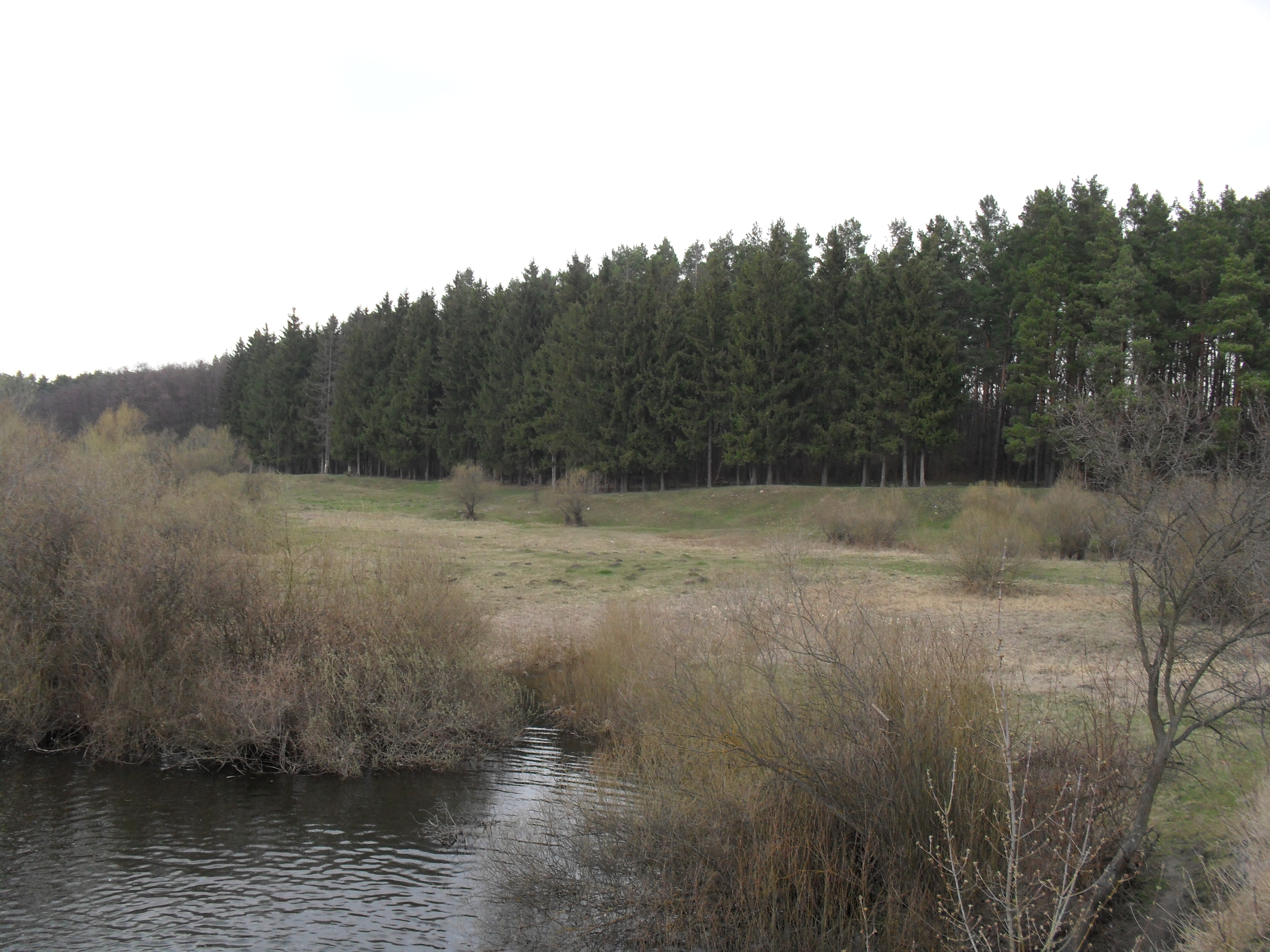
Річка Кобильня та лісовий масив у Приборівці
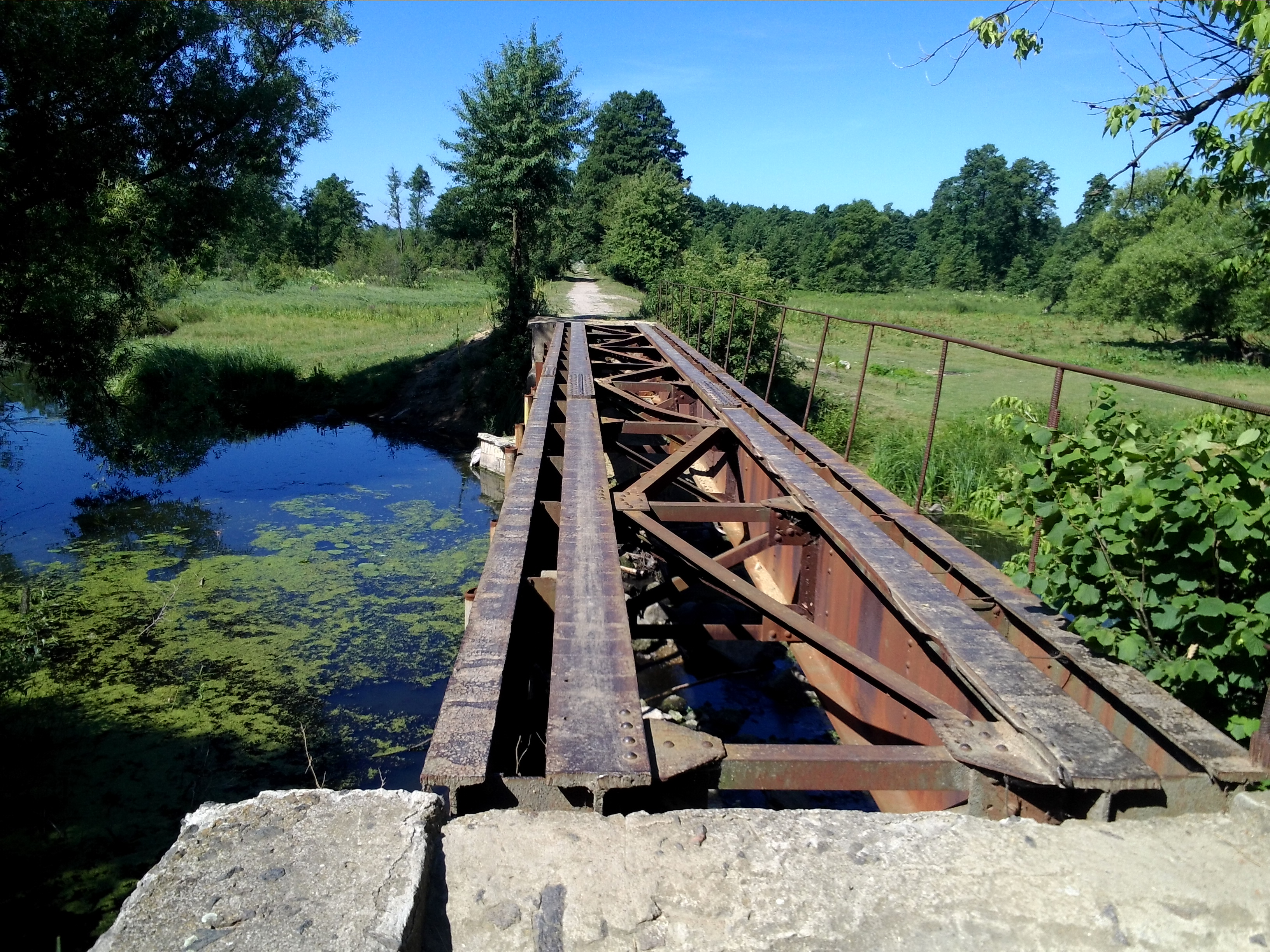
Колишній залізничний міст через річку між Турбовом та Приборівкою
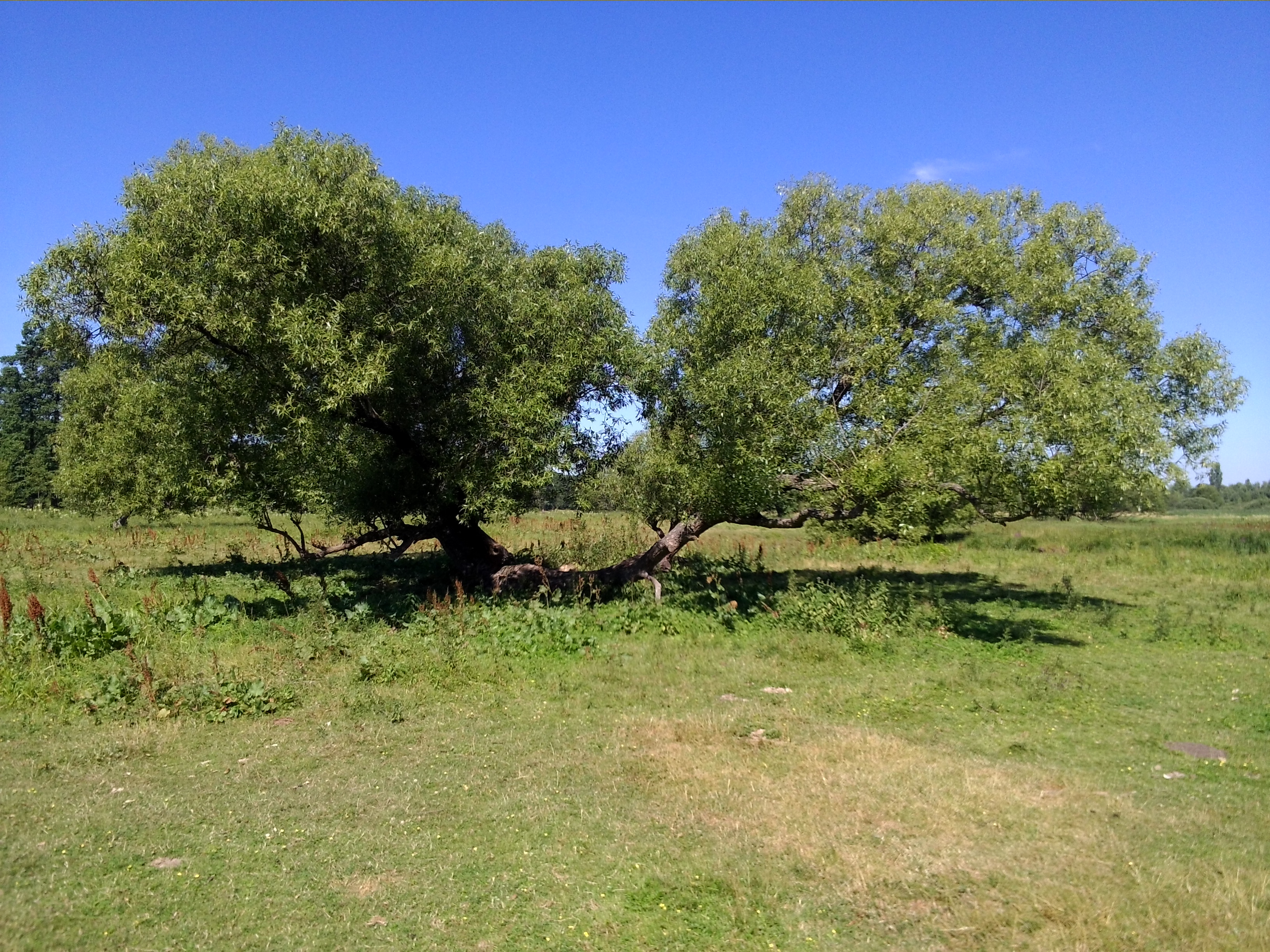
Дерево в долині річки поблизу колишнього залізничного моста